# Роберто Рівас
Роберто Рівас (ісп. Roberto Rivas, 17 липня 1941, Сояпанго — 1972) — сальвадорський футболіст, що грав на позиції захисника. Виступав за клуб «Альянса», а також національну збірну Сальвадору.

## Клубна кар'єра
Всю свою кар'єру, з 1960 по 1970 роки, провів у столичному клубі «Альянса» і виграв два титули чемпіона Сальвадору в 1965 і 1966 роках.

## Виступи за збірну
Рівас представляв Сальвадор на Олімпійських іграх 1968 року, де зіграв у всіх трьох матчах — проти Ізраїлю, Угорщини та Гани.
У складі національної збірної Сальвадору був учасником чемпіонату світу 1970 року у Мексиці, на якому теж зіграв в усіх трьох матчах — проти СРСР, Мексики та Бельгії.

## Смерть
Рівас помер в результаті нещасного випадку або самогубства в 1972 році. До червня 2010 року Рівас був одним з шести вже померлих футболістів Сальвадору, які брали участь на Літніх Олімпійських іграх 1968. Футбольний клуб «Альянса» вивів з обігу футболки з № 2 в пам'ять про Роберто Ріваса.

## Титули і досягнення
- Чемпіон Сальвадору (2):

«Альянса»: 1965/66, 1966/67
- Володар Кубка чемпіонів КОНКАКАФ (1):

«Альянса»: 1967